# As-Sulajmanijja (muhafaza)

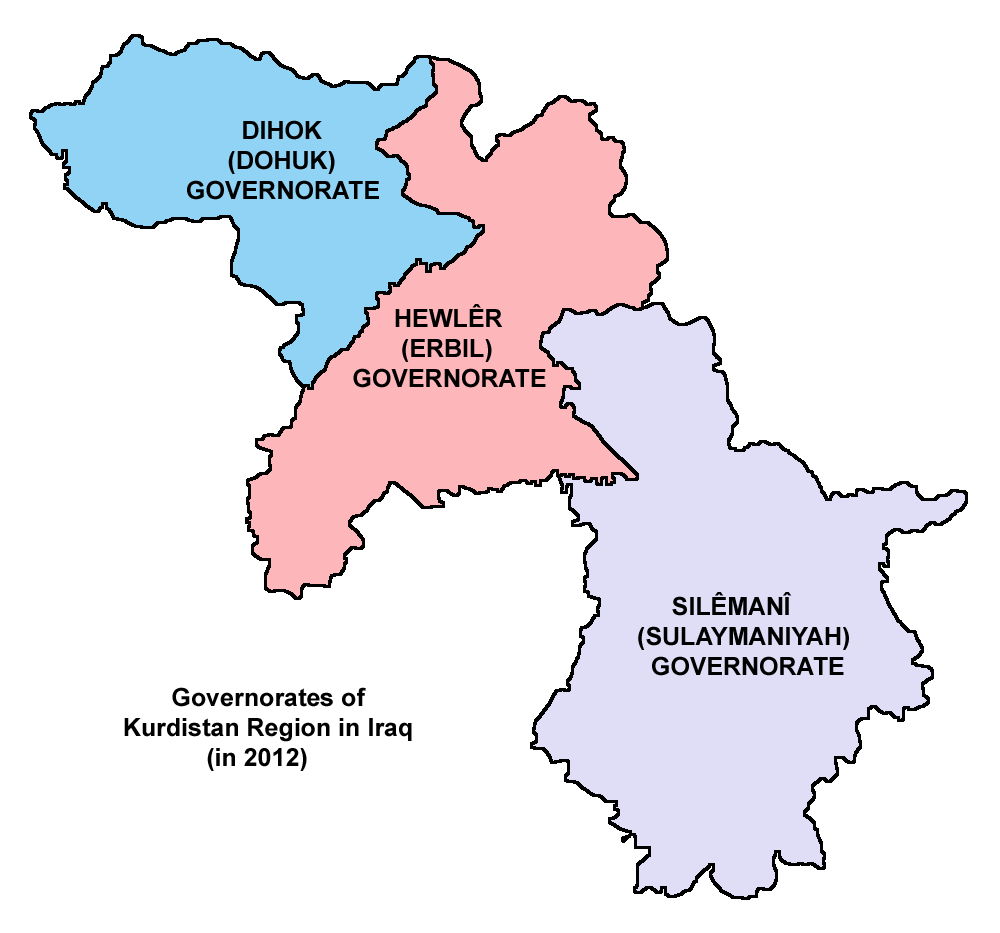

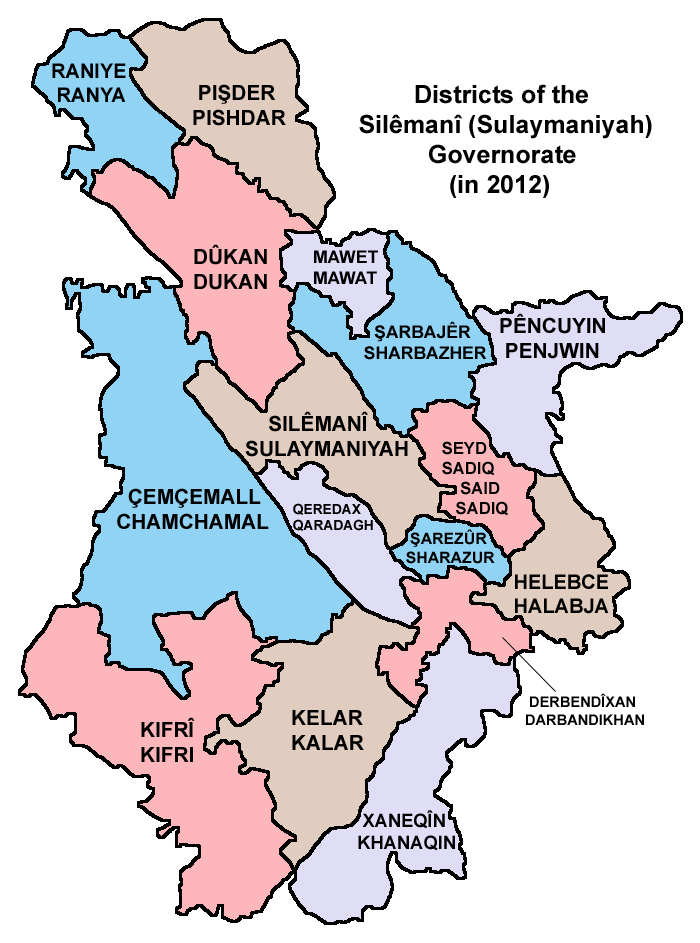

As-Sulajmanijja (arab. محافظة السليمانية, kurd. Parêzgay Silêmanî) – jedna z 18 prowincji Iraku. Znajduje się w północno-wschodniej części kraju, stanowi część Kurdyjskiego Okręgu Autonomicznego.